# Sinanapis crassitarsa
Sinanapis crassitarsa is een spinnensoort in de taxonomische indeling van de Dwergkogelspinnen (Anapidae).
Het dier behoort tot het geslacht Sinanapis. De wetenschappelijke naam van de soort werd voor het eerst geldig gepubliceerd in 1995 door Wunderlich & Song.